# Küstenverkehrszone

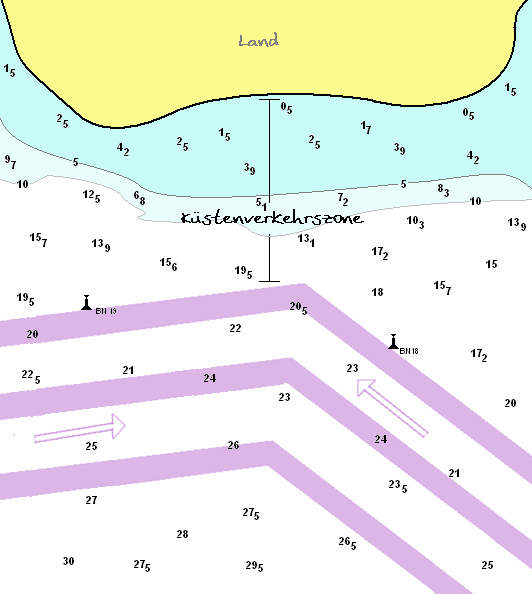
Verkehrstrennungsgebiet nebst Küstenverkehrszone

Die Küstenverkehrszone (englisch: „Inshore Traffic Zone“) ist der Bereich, der sich zwischen der Küstenlinie eines Staates und einem seewärts angrenzenden Verkehrstrennungsgebiet befindet.
Die Küstenverkehrszone ist kleineren Booten, Segelschiffen sowie Motorschiffen, deren Länge 20 m nicht überschreitet, vorbehalten. Größere Motorfahrzeuge müssen gemäß Anlaufbedingungsverordnung das seewärts gelegene Verkehrstrennungsgebiet befahren.